# Thelotrema profundum
Thelotrema profundum är en lavart som först beskrevs av Stirt., och fick sitt nu gällande namn av Shirley 1889. Thelotrema profundum ingår i släktet Thelotrema och familjen Thelotremataceae.   Inga underarter finns listade i Catalogue of Life.